# Casino des Officiers de Cracovie
Le Casino des Officiers (en polonais Kasyno Oficerskie) est un bâtiment historique de style néo-Renaissance situé dans le centre de Cracovie.

## Histoire

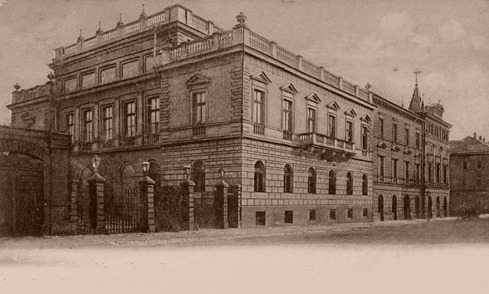
Photo de la fin du XIXe siècle.

Le bâtiment ressemblant à un palais construit dans le style néo-Renaissance était le siège du casino des officiers, le premier club environnemental de Cracovie.
Le casino a été construit en 1889-1890 selon les plans de Tomasz Pryliński et la construction a été supervisée par Karol Knaus. Le bâtiment a été officiellement inauguré le 19 novembre 1890. Pryliński a basé sa conception sur celle de l'architecte anglais Charles Barry (auteur, entre autres, du Traveler's Club et du Reform Club de Londres, considérés comme des modèles d'architecture de club). 
En 1910, le jardin devant l'entrée fut fermé car la rue Zyblikiewicza était tracée à cet endroit. La même année, les décorations intérieures néo-Renaissance ont été remplacées par des décorations Art Nouveau. Une grande salle de bal et un théâtre ont été construits, décorés de stuc, de décorations de plafond et d'un renfoncement au-dessus de la scène. Un buste de l'empereur François-Joseph a été placé dans cette niche et abrite actuellement les armoiries de Cracovie. Le bâtiment est géré par le Centre Culturel Militaire et sert de club de garnison. De temps en temps, des événements ouverts y sont organisés.